# (94045) 2000 XO54
(94045) 2000 XO54 là một tiểu hành tinh vành đai chính. Nó được phát hiện bởi Robert H. McNaught ở Đài thiên văn Siding Spring ở Coonabarabran, New South Wales, Australia, ngày 11 tháng 12 năm 2000.